# Peter de Weerth (Politiker)

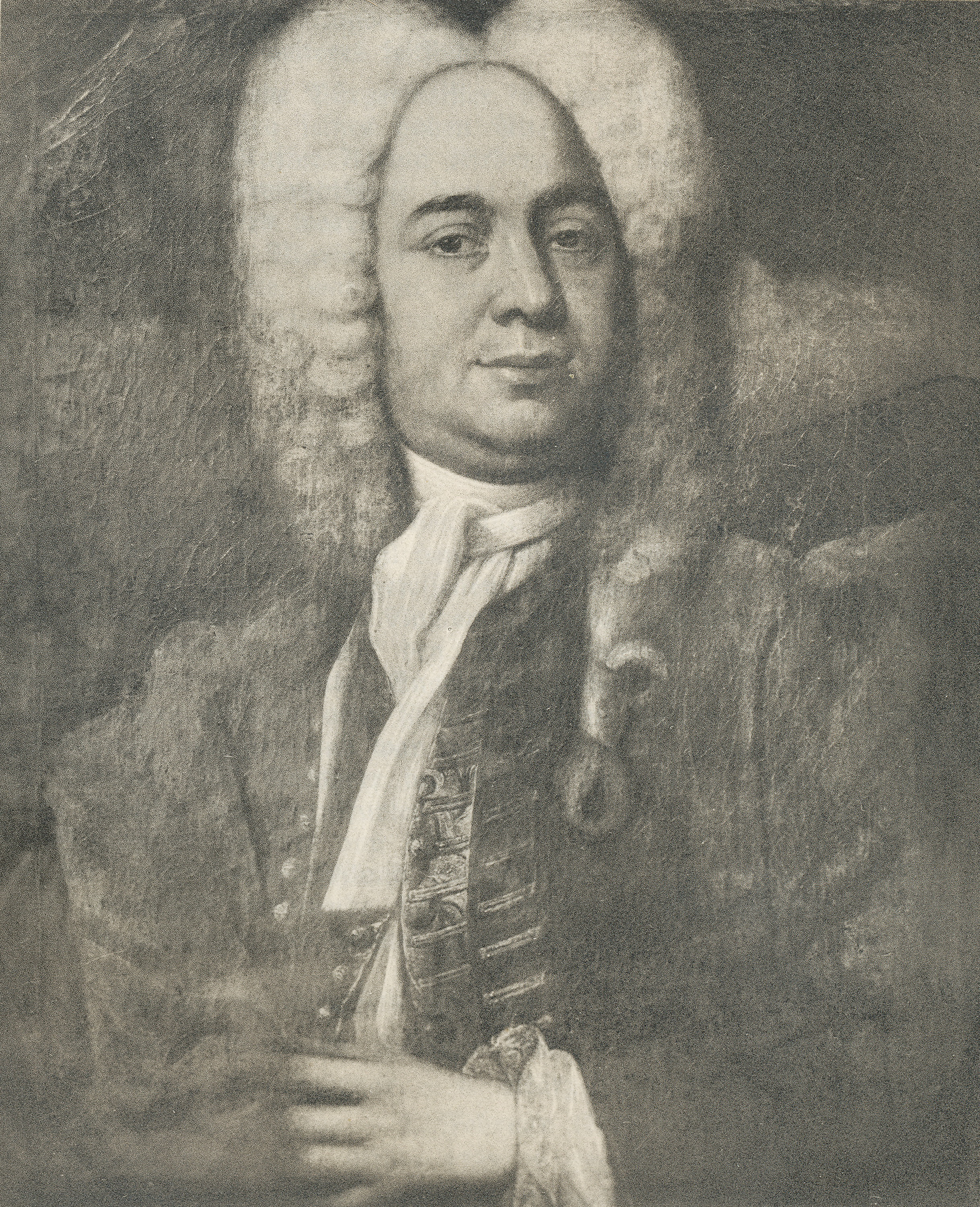
Peter de Weerth

Peter de Weerth (* 18. September 1694 in Elberfeld; † 9. März 1763 ebenda) war ein deutscher Politiker und Bürgermeister von Elberfeld.

## Leben
De Weerth wurde als Sohn von Werner de Weerth (1653–1738), dem Bürgermeister Elberfelds der Jahre 1705 und 1714, und dessen Ehefrau Ursula Kirberg (1670–1735) geboren. Er selbst heiratete die aus Bremen stammende Anna Christina Wichelhausen (1709–1751), Tochter des in Barmen geborenen und in jungen Jahren nach Bremen gezogenen Kaufmanns Engelbert Wichelhausen (1679–1761), der in Bremen zunächst zum Ältermann, später zum Ratsherrn gewählt wurde. Peter de Weerth und Anna Christina Wichelhausen heirateten am 20. Mai 1727 in Bremen und zogen anschließend nach Elberfeld, wo de Weerth als Kaufmann arbeitete. Aus dieser Ehe entstammten neun Kinder, von denen allerdings nur vier das Kleinkindalter überlebten. Darunter waren die Anna Maria de Weerth (1735–1781), die 1763 ihren Cousin Reinhard Noot, ebenfalls Bürgermeister von Elberfeld, heiratete und Werner de Weerth, der sogar drei Mal Bürgermeister von Elberfeld wurde.
Dank der Popularität seines Vaters, der zwei Mal Bürgermeister von Elberfeld geworden war, konnte er auch ohne große Verwandtschaft in Elberfeld politisch Karriere machen. Er wurde 1734 Gemeinsmann, nachdem er zuvor von 1729 bis 1733 Ratsverwandter der Stadt gewesen war. Im Jahr 1735 wurde er erstmals zum Bürgermeister vorgeschlagen, konnte sich jedoch nicht gegen Johannes Lohe durchsetzen. Stattdessen wurde er erneut Ratsverwandter, was er von 1735 bis 1738, von 1740 bis 1741, 1744, von 1746 bis 1748, 1750 bis 1753, 1755, 1756 und 1758 ebenfalls war. Bei der Bürgermeisterwahl 1742 wurde er schließlich ins Amt gewählt und wurde somit turnusgemäß ein Jahr später Stadtrichter von Elberfeld. Nach 1758 zog er sich zurück und starb schließlich am 9. März 1763 in seiner Heimatstadt, die Beerdigung fand fünf Tage später statt. Seine beiden Urgroßväter mütterlicherseits, Johann(es) Kirberg und Wilhelm Teschemacher, waren ebenfalls Bürgermeister von Elberfeld gewesen.